# Seznam tarotových karet
Toto je kompletní seznam 22 karet Velké arkány a 56 karet Malé arkány Tarotu.

## Velká arkána
| Označení | Název                           | Anglický název                 | Německý název                        | Francouzský název           | Astrologický znak |
| -------- | ------------------------------- | ------------------------------ | ------------------------------------ | --------------------------- | ----------------- |
| 0        | Blázen                          | The Fool                       | Der Narr                             | Le Mat                      | Vzduch            |
| I        | Mág                             | The Magician                   | Der Magier                           | Le Bateleur                 | Merkur            |
| II       | Velekněžka                      | The High Priestess nebo Popess | Die Hohepriesterin                   | La Papesse                  | Měsíc             |
| III      | Císařovna                       | The Empress                    | Die Kaiserin nebo Die Herrscherin    | L'Impératrice               | Venuše            |
| IV       | Císař                           | The Emperor                    | Der Kaiser nebo Der Herrscher        | L'Empereur                  | Beran             |
| V        | Velekněz                        | The Hierophant nebo Pope       | Der Hierophant nebo Der Hohepriester | Le Pape                     | Býk               |
| VI       | Zamilovaní                      | The Lovers                     | Die Liebenden                        | L'Amoureux                  | Blíženci          |
| VII      | Vůz                             | The Chariot                    | Der Triumphwagen                     | Le Chariot                  | Rak               |
| VIII     | Spravedlnost nebo Vyrovnání     | Justice                        | Die Gerechtigkeit                    | La Justice                  | Váhy              |
| IX       | Poustevník                      | The Hermit                     | Der Einsiedler nebo Der Eremit       | L'Hermite                   | Panna             |
| X        | Kolo štěstí                     | Wheel of Fortune               | Das Glücksrad                        | La Roue de Fortune          | Jupiter           |
| XI       | Síla nebo Chtíč                 | Strength                       | Die Kraft                            | La Force                    | Lev               |
| XII      | Viselec                         | The Hanged Man                 | Der Gehängte                         | Le Pendu                    | Voda              |
| XIII     | Smrt                            | Death                          | Der Tod                              | La Mort                     | Štír              |
| XIV      | Umění nebo Umírněnost           | Temperance                     | Die Mäßigkeit nebo Die Kunst         | Tempérance                  | Střelec           |
| XV       | Ďábel                           | The Devil                      | Der Teufel                           | Le Diable                   | Kozoroh           |
| XVI      | Věž                             | The Tower                      | Der Turm                             | La Maison Dieu nebo La Tour | Mars              |
| XVII     | Hvězda                          | The Star                       | Der Stern                            | L'Étoile                    | Vodnář            |
| XVIII    | Měsíc                           | The Moon                       | Der Mond                             | La Lune                     | Ryby              |
| XIX      | Slunce                          | The Sun                        | Die Sonne                            | Le Soleil                   | Slunce            |
| XX       | Aeon nebo Soud                  | Judgement                      | Das Gericht nebo Das Aeon            | Le Jugement                 | Oheň              |
| XXI      | Svět nebo Vesmír nebo Universum | The World                      | Die Welt nebo Das Universum          | Le Monde                    | Saturn            |

## Malá arkána

### Meče
| Název          | Pojmenování | Astrologický znak                 |
| -------------- | ----------- | --------------------------------- |
| Rytíř mečů     |             | Vodnář, Blíženci, Váhy            |
| Královna mečů  |             | Vodnář, Blíženci, Váhy            |
| Princ mečů     |             | Vodnář, Blíženci, Váhy            |
| Princezna mečů |             | Vodnář, Blíženci, Váhy            |
| Eso mečů       |             | Vodnář, Blíženci, Váhy            |
| Dvojka mečů    | Mír         | aspekt Měsíce ve Vahách           |
| Trojka mečů    | Žal         | aspekt Saturna ve Vahách          |
| Čtyřka mečů    | Příměří     | aspekt Jupitera ve Vahách         |
| Pětka mečů     | Porážka     | aspekt Venuše v Rybách            |
| Šestka mečů    | Věda        | aspekt Merkura ve Vodnáři         |
| Sedmička mečů  | Marnost     | aspket Slunce a Měsíce ve Vodnáři |
| Osmička mečů   | Vměšování   | aspekt Jupitera v Blížencích      |
| Devítka mečů   | Krutost     | aspekt Marsu v Blížencích         |
| Desítka mečů   | Zkáza       | aspekt Slunce v Blížencích        |

### Poháry
| Název            | Pojmenování | Astrologický znak        |
| ---------------- | ----------- | ------------------------ |
| Rytíř pohárů     |             | Rak, Ryby, Štír          |
| Královna pohárů  |             | Rak, Ryby, Štír          |
| Princ pohárů     |             | Rak, Ryby, Štír          |
| Princezna pohárů |             | Rak, Ryby, Štír          |
| Eso pohárů       |             | Rak, Ryby, Štír          |
| Dvojka pohárů    | Láska       | aspekt Venuše v Raku     |
| Trojka pohárů    | Hojnost     | aspekt Merkura v Raku    |
| Čtyřka pohárů    | Nadbytek    | aspekt Měsíce v Raku     |
| Pětka pohárů     | Zklamání    | aspekt Marsu ve Štíru    |
| Šestka pohárů    | Rozkoš      |                          |
| Sedmička pohárů  | Zkaženost   | aspekt Venuše Štíru      |
| Osmička pohárů   | Netečnost   | aspekt Saturna v Rybách  |
| Devítka pohárů   | Radost      | aspekt Jupitera v Rybách |
| Desítka pohárů   | Nasycenost  | aspekt Marsu v Rybách    |

### Hole
| Název          | Pojmenování | Astrologický znak                 |
| -------------- | ----------- | --------------------------------- |
| Rytíř holí     |             | Beran, Střelec, Lev               |
| Královna holí  |             | Beran, Střelec, Lev               |
| Princ holí     |             | Beran, Střelec, Lev               |
| Princezna holí |             | Beran, Střelec, Lev               |
| Eso holí       |             | Beran, Střelec, Lev               |
| Dvojka holí    | Nadvláda    | aspekt Marsu v Beranu             |
| Trojka holí    | Ctnost      | aspekt Slunce v Beranu            |
| Čtyřka holí    | Uskutečnění | aspekt Venuše v Beranu            |
| Pětka holí     | Spor        | aspekt Saturna ve Lvu             |
| Šestka holí    | Vítězství   | aspekt Jupitera ve Lvu            |
| Sedmička holí  | Odvaha      | aspekt Marsu ve Lvu               |
| Osmička holí   | Rychlost    | aspekt Merkura ve Střelci         |
| Devítka holí   | Síla        | aspekt Slunce a Měsíce ve Střelci |
| Desítka holí   | Útlak       | aspekt Saturna ve Střelci         |

### Disky
| Název           | Pojmenování | Astrologický znak          |
| --------------- | ----------- | -------------------------- |
| Rytíř disků     |             | Kozor, Panna, Býk          |
| Královna disků  |             | Kozor, Panna, Býk          |
| Princ disků     |             | Kozor, Panna, Býk          |
| Princezna disků |             | Kozor, Panna, Býk          |
| Eso disků       |             | Kozor, Panna, Býk          |
| Dvojka disků    | Změna       | aspekt Jupitera v Kozorohu |
| Trojka disků    | Dílo        | aspekt Marsu v Kozorohu    |
| Čtyřka disků    | Moc         | aspekt Slunce v Kozorohu   |
| Pětka disků     | Soužení     | aspekt Merkura v Býku      |
| Šestka disků    | Úspěch      | aspekt Měsíce v Býku       |
| Sedmička disků  | Neúspěch    | aspekt Saturna v Býku      |
| Osmička disků   | Prozíravost | aspekt Slunce v Panně      |
| Devítka disků   | Zisk        | aspekt Venuše v Panně      |
| Desítka disků   | Bohatství   | aspekt Merkura v Panně     |